# Martin Eberle (Musiker)

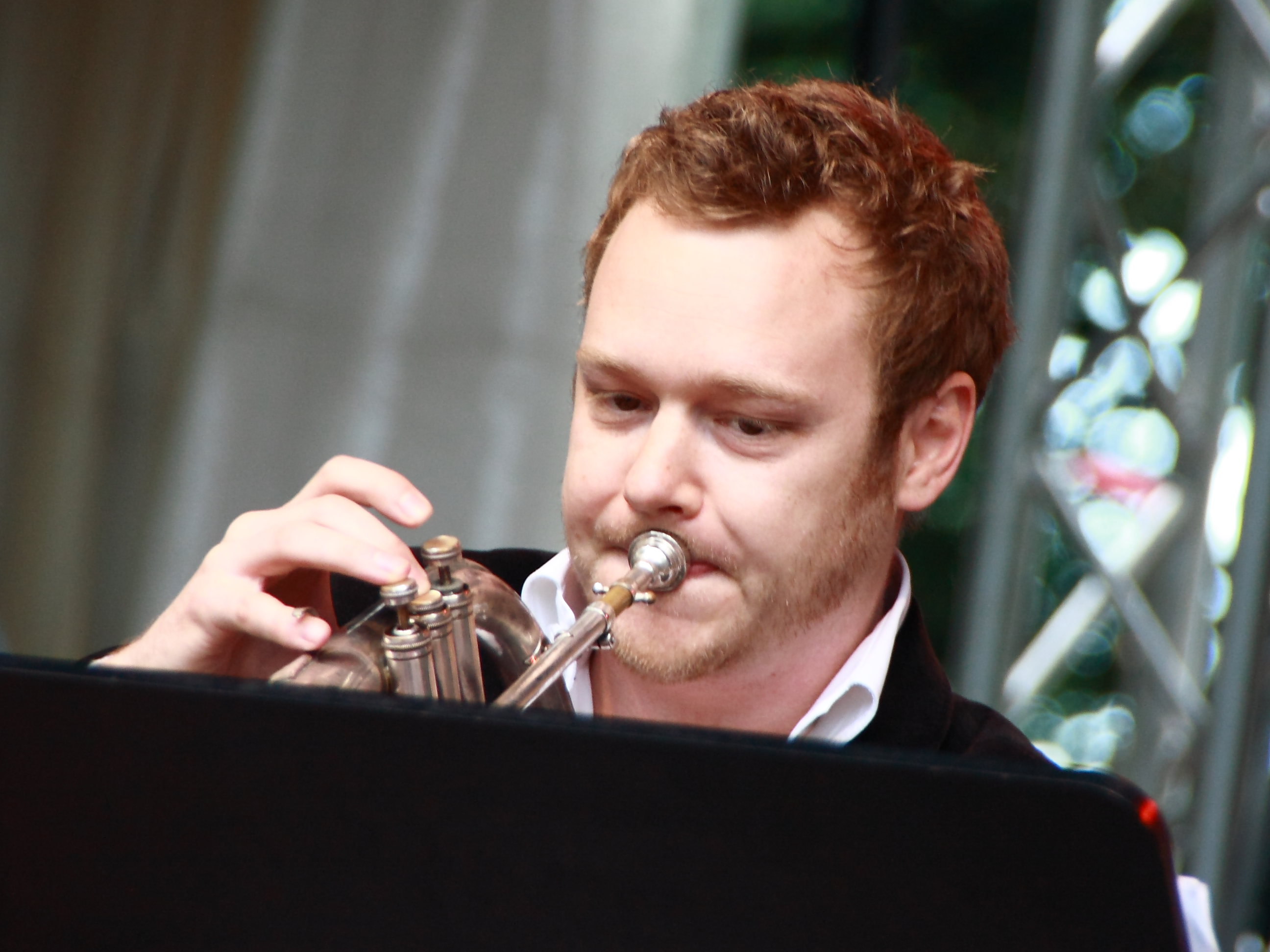
Martin Eberle (2012)

Martin Eberle (* 26. Februar 1981 in Dornbirn) ist ein österreichischer Jazz- und Improvisationsmusiker (Trompete, Komposition).

## Leben und Wirken
Eberle absolvierte von 2004 bis 2006 eine klassische Ausbildung als Trompeter am Vorarlberger Landeskonservatorium. Er spielte in diversen symphonischen Orchestern, wie dem Symphonieorchester Vorarlberg, Berner Symphonieorchester, den Wiener Sinfonikern und bei Pro Brass sowie Stella Brass, bevor er sich dem Jazz und der improvisierten Musik widmete. Zwischen 2004 und 2006 vertiefte er seine Kenntnisse in einem Studium an der Swiss Jazz School. In dieser Zeit initiierte er mit Martin Franz das Jazzorchester Vorarlberg, um heimischen Musikern ein Podium zu bieten. 2006 zog er nach Wien, wo er als freischaffender Musiker wirkte und 2010 an der Universität für Musik und darstellende Kunst Wien sein Masterstudium in Kulturmanagement absolvierte. 
Eberle gründete 2009 mit Benny Omerzell (key), Manu Mayr (b), Lukas König (dr) die Band Kompost 3, mit der mehrere Alben entstanden, und das schweiz-österreichische Trio Rom|Schaerer|Eberle (Please Don’t Feed the Model, 2009). Daneben begleitet er das Duo „Die Strottern“ und hat sich der Jazzwerkstatt Wien angeschlossen. Gemeinsam mit dem Saxophonisten Štěpán Flagar und dem Bassisten Tobias Vedovelli bildete er 2024 das Trio Haezz, das ein gleichnamiges Album veröffentlichte.
Weiterhin arbeitete Eberle mit Uri Caine, Alegre Corrêa, Ana Paula da Silva, Peter Herbert, Lucas Niggli, Christian Mühlbacher, Colin Vallon, Demian Kappenstein, Lukas Kranzelbinder, Jon Sass, Christoph Cech, Gerd Hermann Ortler, Velvet Elevator und HK Gruber zusammen. Er ist auch auf Aufnahmen mit Clemens Wenger, Fatima Spar, 5/8erl in Ehr’n, Schmieds Puls, Soap&Skin, Studio Dan, Maja Osojnik, Clemens Salesny Electric Band, Falb Fiction, the flow, Die Pilze, Flip Philipp & Ed Partyka Dectett, Hannes Löschel, Martin Philadelphy zu hören. Aus der Verbindung der Band Kompost 3 mit Mira Lu Kovacs entstand 2016 die Gruppe 5K HD.

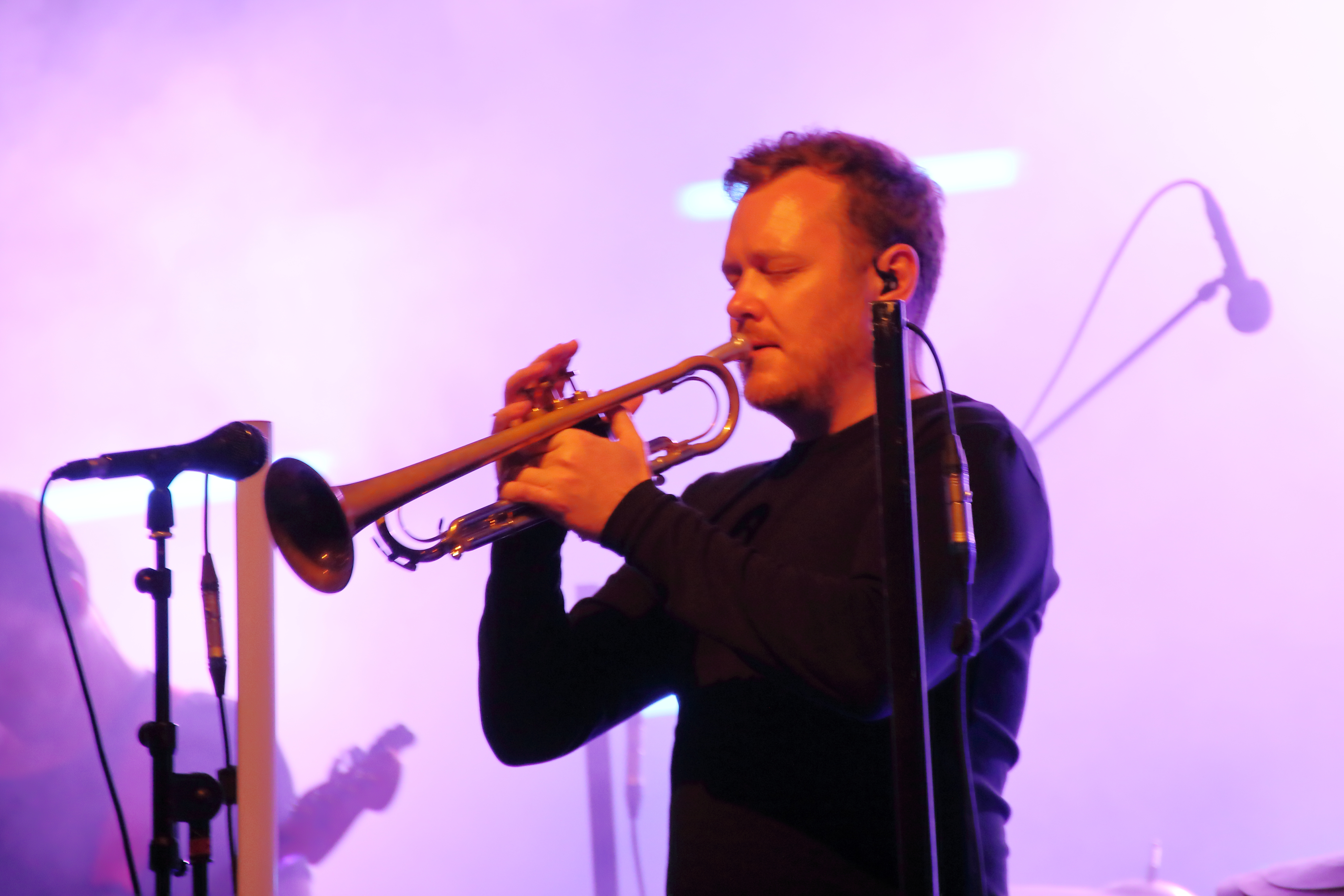
Mit 5K HD auf dem INNtöne Jazzfestival 2020

## Preise und Auszeichnungen
Eberle war mehrfacher Erster Preisträger bei österreichischen Landes- und Bundeswettbewerben; 2010 Preis der deutschen Schallplattenkritik mit Studio Dan (Creatures & Other Stuff); 2012 erhielt er mit „Die Strottern & Blech“ den Weltmusikpreis Ruth; 2014 wurde er mit Kompost 3 mit dem Bremer Jazzpreis und dem BAWAG P.S.K. Next Generation Jazz Award ausgezeichnet. 